# آوی شافر
آوی شافر (انگلیسی: Avi Schafer؛ زادهٔ ۲۸ ژانویهٔ ۱۹۹۸) بازیکن بسکتبال اهل ژاپن است.
وی در مسابقات کشوری و بین‌المللی در مجموع برندهٔ ۱ مدال نقره، ۱ مدال برنز شده‌است.